# 元行钦
元行钦（9世纪—926年5月26日），915年－926年賜名为李绍荣，中国五代十国时期政权燕国和后唐（晋国）将领。他起初为燕国唯一皇帝刘守光爱将，在战斗中被晋军李嗣源俘虏后，成为李嗣源的養子，而後又成為晋王李存勖（后来的后唐庄宗）的養子。926年鄴都之變，李嗣源被軍隊擁立，興教門之變莊宗被害，李嗣源即位，因元行钦曾經殺死嗣源之子李继璟，而被李嗣源處死。

## 家世及效力燕国
元行钦生年不详，幽州人氏。初为统领军部在幽州的卢龙军的晚唐军阀刘仁恭之子刘守光的裨将。天祐四年（907年），刘仁恭正在大安山馆舍时，宣武军北路行军都统亳州刺史李思安攻幽州；因与刘仁恭妾罗氏私通而已被逐出家门的刘守光趁机接手幽州防务，败退李思安，然后派元行钦和另一部将李小喜攻刘仁恭于大安山，败俘之。刘守光软禁刘仁恭，接手军镇，自称节度使，并派元行钦杀死他自己（刘守光）的兄弟们。
当时宣武军节度使朱全忠已篡唐建立后梁为太祖皇帝，刘守光起初名义归顺于他。同时，先前被刘仁恭任为义昌军节度使的刘守光兄长刘守文发起战事，试图释放父亲。开平三年（909年），刘守文联合契丹、吐谷浑部众，大举进攻刘守光并击败之，但当他站出到自己军前命令他们不得伤害刘守光时，元行钦看到了他，冲向他，将他俘虏。这使得刘守文军崩溃，次年刘守文之子刘延祚防御下的义昌军也向刘守光投降。
刘守光独立称燕国皇帝，应天三年（913年），他被晋、赵、义武军联军进攻。元行钦与刘守光另一将单廷骁勇自负，常与晋卫护指挥使夏鲁奇相斗不解，两军都放下兵器观战。三月，刘守光派元行钦到燕山北，试图招募援军和争取契丹援军，并牧马。元行钦闻刘守光将被围，就率所牧马赴援，路上麾下兵叛，推元行钦为幽州留后，元行钦说：“我所惮者是高行。”于是派人去怀戎，抓住武州刺史高行珪之子，行过武州，要高行珪同谋取代刘守光，否则杀其子，但高行珪不肯，元行钦即围之，一个多月后，高行珪城中粮尽，其弟高行周缒城求救于李存勖，李存勖派李嗣源引兵救高行珪，元行钦闻讯退军，高行珪遂降晋。李嗣源率李存勖亲卫小校相里金等追杀元行钦，到广边军，高行珪指责元行钦自立，提出单挑，元行钦同意。交战中，高行珪的马微有失蹄，将要摔倒，李嗣源跃马相救，用挝几乎把元行钦打倒在地。二人打了八场战斗，元行钦被李嗣源射中七箭，仍然拔出箭继续战斗，射中李嗣源大腿并射穿其马鞍，力尽，退守广边军，被李嗣源围攻、劝降后，绑着自己投降李嗣源。李嗣源爱其骁勇，抚其背，请他喝酒，带回军中，以为养子。
司马光《资治通鉴考异》认为元行钦自立仅见于《周太祖实录·高行周传》，高行周去世时距离燕亡已经很久，高行周名位尊显，门生故吏虚美其兄弟才有此说，故不可信。

## 晋国年间
在李嗣源此后的征伐中，元行钦常跟随，且表现出色，常生擒敌军，闻名晋军。他引起了正在选骁健之人置于麾下的李存勖的注意，大约天祐十二年（915年），李存勖向李嗣源索要元行钦，李嗣源不情愿地答应了。李存勖以元行钦为散员都部署，赐姓李，名绍荣。晋国大敌后梁将领刘鄩曾据莘与晋军对垒，在一次战斗中曾追杀李绍荣，剑刺中其面，血战不解，时为李嗣源部将的高行周以麾下精骑突阵救了李绍荣。当时李存勖正宠爱李绍荣，欲再收用高行周，又念及已夺元行钦，怕李嗣源不悦，就秘密令人以利禄诱高行周，被其推辞。
在与梁作战时，李存勖喜欢亲自应战，常自置险境，李绍荣几次力战救了他。尤其是天祐十六年（919年）潘张一战，李存勖被梁军数百骑包围，远处的李绍荣见王旗被围，单骑突入救主，夺剑断其二矛，斩首一级，梁军解围而去。李存勖得以安全回营后，哭着抓住李绍荣说：“富贵与卿共之！”此后宠爱李绍荣胜过诸将。授李绍荣检校太傅、忻州刺史，但李绍荣仍在李存勖麾下，从未赴任忻州。
时监军张承业认为库房钱是建立基业用的，不肯给李存勖用，李存勖怒，看着李绍荣说：“取剑来！”但张承业仍不肯退让，此事不了了之。

## 后唐年间
天祐二十年（923年）四月，李存勖建立后唐，称帝，即庄宗。七月，梁唐交战于杨刘时，庄宗派时为骑将的李绍荣直抵梁营擒斥候，梁军越发害怕，唐军终解杨刘之围。十月，庄宗攻陷梁都大梁，梁末帝朱瑱自杀，遂灭梁。十一月，授杂指挥散员都部署、特进、检校太傅、忻州刺史李绍荣为武宁军节度使。一次，庄宗在宫内为群臣设宴，李绍荣因官职不够只能远离高官们而坐在外面。席间，庄宗开始讲述生平战斗场面，四处看不到李绍荣，问：“李绍荣在哪里？”负责的官员奏道：“敕命说宴请使相，李绍荣是散官，不在其中，殿上没有他的座位。”庄宗不悦，次日授李绍荣宰相衔同中书门下平章事。从此不再为百官设宴，只宴请將領們。
同光二年（924年）四月，安义军牙将杨立兵变夺取军部潞州，庄宗以时任天平军节度使李嗣源为招讨使讨伐之，以李绍荣为部署，帐前都指挥使张廷蕴为马步都指挥使，但李嗣源和李绍荣还没到，张廷蕴已快速赶到潞州突袭变兵，俘获他们，平息兵变。
安义一役后，六月，庄宗任李绍荣为归德军节度使，但仍留宿卫，宠遇甚厚，常与母曹太后、妻刘皇后同去他家。十月，庄宗到李绍荣家，纵酒作乐，一鼓三筹后归宫。次年（925年）四月，庄宗侍奉皇太后幸玄节园，幸李绍荣家。同年李绍荣丧妻，一日在禁中侍奉，庄宗问：“你想再娶吗？我为你找個太太。”当时有庄宗宠幸的美姬已生有皇子，刘皇后嫉妒，于是指此姬说：“『大家』（皇帝的俗稱）怜绍荣，何不把她赐给他？”庄宗不能立刻拒绝，皇后催李绍荣起身拜谢及将此姬带回家。庄宗大不悦，数日托病不吃饭，但没有对李绍荣表现不满。

### 卷入926年诸事件
同光四年（926年），大将侍中成德节度使郭崇韬在宦官唆使下因刘皇后教令（后被庄宗认可）被冤杀，举国士兵不悦。妖术人杨千郎官至检校尚书郎，皇弟睦王李存乂、申王李存渥、元行钦曾在他家淫乱。李存乂是郭崇韬女婿，对郭崇韬被杀有怨言，被捕处决。宦官想尽除郭崇韬党羽，又诬杀杨千郎。正月，冀王李继麟入朝，李嗣源当时在洛阳，因与李继麟是老朋友，在家为其置酒。庄宗诸弟在席，李继麟坐在永王李存霸的上位。酒酣，左龙武统军朱汉宾以大觞奉李继麟，责其坐于皇弟之上，并谈及二人先前都效力后梁时关系好，入朝以来却屡次不回复自己的问候函。李绍荣怕他们吵起来，劝解住。不数日，李继麟获罪灭族。郭崇韬、李继麟之死引发多起兵变。其中一场在魏州士兵因為不能還鄉而發動的邺都之变，更是让庄宗担忧。他起初想派泰宁军节度使李绍钦镇压，但原为后梁将的李绍钦选择的偏將、裨將，都是自己喜欢的后梁旧将，引起庄宗怀疑，取消对李绍钦的任命。在刘皇后建议下，庄宗改派李绍荣为邺都行营招抚使、招讨使，率三千骑（《两五代史》皆作二千骑）前去，并授权他征发邻近军镇的士兵。李绍荣到邺都，起初试图以敕书招谕变兵以说降，但伶人监军史彦琼却大骂变兵，变兵自认为不能得到赦免，于是皇甫晖等聚众大骂，毁诏书，继续抵抗，李绍荣报告庄宗，庄宗大怒，下令破城后屠城。李绍荣不能破城，退保澶州。后诸镇兵到，才回攻邺都，分诸镇兵为五道，毁百姓车轮、门扉、屋椽为筏，渡长庆河攻冠氏门，仍然不克，虽有裨将杨重霸率众数百登城，但没有后继，杨重霸等都战死。
庄宗考虑亲临邺都，但宰相、枢密使等都反对，称皇帝应该留镇京师洛阳以免局势有失控之象。因时任成德节度使兼中书令的李嗣源最为勋旧，他们都推荐李嗣源。庄宗虽有不情愿，同意了。李嗣源到邺都，李绍荣来军中谒见，误呼万岁，李嗣源惊骇，阻止之。李嗣源安营城西，李绍荣安营城南。但李嗣源部下士兵也兵变，迫使他加入邺都变兵。李绍荣按兵不动，也不听李嗣源秘密派来的张虔钊所言，见李嗣源进了邺都，反而率步骑万人弃甲退屯卫州，奏称李嗣源也兵变了。李嗣源随后重新掌握军队，试图写信给庄宗表示自己仍然忠心，起初让庄宗释然并称李绍荣妄言。庄宗以为李嗣源已在压力下叛变，试图派李嗣源的儿子金枪指挥使李从审与中使白从训赍诏往谕李嗣源以说服其重新归顺。但李从审行经卫州，又被李绍荣拦截囚禁，诏命不达。李绍荣还要杀李从审，但当李从审请求回洛阳护驾后放了他。庄宗养李从审为子，赐名李继璟。而李嗣源后来的奏章都被李绍荣拦下未能上达。
李嗣源和庄宗失去联络，决定夺取汴梁以对抗庄宗。随同李绍荣征讨变兵的行营寨主陶玘率部归顺李嗣源。同时李绍荣也已回到洛阳，庄宗驾幸耀店慰劳他，他鼓励庄宗东进保汴梁，免使其遭变兵所夺。庄宗同意了。进军汴梁时，他遣李绍荣率骑军沿黄河东行，并再次试图派李继璟往召李嗣源以试图重建联系，但李继璟途中遇到李绍荣，被李绍荣所杀。
在庄宗到达前，李嗣源先克汴梁。庄宗到荥泽东，命龙骧指挥使姚彦温率三千骑为前军，姚彦温就率八百骑叛归李嗣源，说：“京师危迫，主上为元行钦所惑，事势已离，不可复事矣。”李嗣源责姚彦温不忠，夺其兵。庄宗沮丧，回师洛阳。他因事态骤变而情绪低落，对李绍荣等诸将说：“你们侍奉我以来，同患难共富贵；现在我到了这个地步，你们没有一個計策來救我麼？”李绍荣率诸将百余人垂泣取刀断发誓死效忠，上下悲号，被认为不祥。宰相、枢密使等请庄宗夺取汜水岸，以待皇子魏王李继岌援军。先前同光三年（925年）后唐灭前蜀，李继岌军正在从原前蜀领地班师。庄宗同意了。但他还没离开洛阳，从马直指挥使郭从谦就地兵变，在随后的战斗中，庄宗被流矢所杀。李绍荣和刘皇后与李存渥引七百骑从出师子门逃出京城，再离开他们，奔河中投时任节度使李存霸，途中随从士兵逃散，只剩数骑，到平陆县界，为百姓所擒，县令裴进打断他的腿，槛车送到洛阳。当时李嗣源已控制洛阳，称监国。
李绍荣到洛阳，李嗣源责罵他：“我何负于你，你却杀我儿子！”李绍荣瞋目直视李嗣源，答：“先帝何负于你？”于是李嗣源将李绍荣斩首，将其名字也追改回元行钦。洛阳市人皆为之流涕。诏削夺其在位官爵，籍没田宅。
宋朝史学家欧阳修在所著《新五代史》中评价元行钦：“呜呼！死之所以可贵，是因为死者有义，不求得生。所以说：主君在时同在，主君亡时同亡者，是社稷之臣。明宗（即李嗣源，后夺取后唐帝位）在魏州（即邺都）兵变，诸将未知去就，而唯独元行钦坚称他已经反了，又杀其子李从璟（即李继璟，明宗后追改其姓名为李从璟），至于断发自誓，其诚节足以嘉奖，但当庄宗驾崩，他不能自杀，反而逃死以求生，终于被擒杀。他的言辞虽然不屈，但死并非他的意愿，他的死哪里可贵了！”
在元行钦部下管马厩的李承福后为后晋重臣。